# Neoraimondia arequipensis
Neoraimondia arequipensis (Backeb.) Buxb. es una especie fanerógama perteneciente a la familia Cactaceae. 

## Descripción
Es una planta arbustiva perenne y carnosa que alcanza los 9 m de altura y un 40 cm de diámetro Tiene de 5 a 8 costillas con areolas de 5 cm de largo armadas de espinos, algunas de hasta 25 cm de largo. Las flores de color blanco o rosa.

## Distribución
Sobreviven con muy poca agua, solo con la condensación de la neblina en su superficie o con eventuales precipitaciones de temporada en forma de garúa que ocurren en los ambientes desérticos donde habita.

## Taxonomía
Neoraimondia arequipensis fue descrita por (Backeb.) Buxb. y publicado en Blätter für Kakteenforschung, en el año 1936.
Etimología
Neoraimondia: nombre genérico que fue nombrado en honor al explorador, naturalista y científico peruano nacido en Italia, Antonio Raimondi.
arequipensis: epíteto geográfico que alude a su localización en Arequipa.
Sinonimia
| - Cereus macrostibas - Neoraimondia macrostibas - Neoraimondia gigantea var. saniensis - Neoraimondia arequipensis var. riomajensis - Neoraimondia peruviana - Pilocereus macrostibas - Neoraimondia macrostibas var. gigantea - Neoraimondia arequipensis var. aticensis - Neoraimondia aticensis - Cereus arequipensis - Neoraimondia gigantea - Neoraimondia arequipensis var. rhodantha |